# اینترجت
اینترجت (به انگلیسی: InterJet) یک شرکت هواپیمایی است که در تاریخ ۱۹۹۲ میلادی تأسیس شده است.
دفتر مرکزی اینترجت در آتن، یونان واقع شده‌است و قطب این شرکت هواپیمایی در فرودگاه بین‌المللی آتن قرار دارد.